# Đại hội Thể thao Đông Á 2005
Đại hội Thể thao Đông Á lần 4 là một sự kiện thể thao dành riêng cho khu vực Đông Á được tổ chức tại Ma Cao, Cộng hòa Nhân dân Trung Hoa tử ngày 29 tháng 10 đến ngày 06 tháng 11 năm 2005. Đây là kì đại hội đầu tiên vắng mặt đội tuyển Kazakhstan, sau khi họ gia nhập Ủy ban Olympic châu Âu.

## Môn thi đấu
Đại hội năm 2005 có tổng cộng 18 môn thi đấu.
| - Thể thao dưới nước - Bơi lội (40) - Bơi phối hợp (2) - Lặn (10) - Điền kinh (45) - Bóng rổ (2) - Bowling (12) - Khiêu vũ thể thao (10) - Đua thuyền rồng (?) | - Bóng đá (1) - Thể dục dụng cụ - Quay xà, nhảy ngựa gỗ (?) - múa lụa... (?) - Khúc côn cầu (2) - Karate (?) - Đua thuyền (8) - Bắn súng (15) | - Quần vợt bóng mềm (6) - Taekwondo (8) - Quần vợt (5) - Cử tạ (15) - Đô vật (?) - Wushu - Taolu (12) - Sanshou (7) |

## Bảng tổng sắp huy chương
Quốc gia đăng cai được tô màu nổi
| 1    | Trung Quốc        | 127 | 63  | 33  | 223 |
| 2    | Nhật Bản          | 46  | 56  | 77  | 179 |
| 3    | Hàn Quốc          | 32  | 48  | 65  | 145 |
| 4    | Đài Bắc Trung Hoa | 12  | 34  | 26  | 72  |
| 5    | Ma Cao            | 11  | 16  | 17  | 44  |
| 6    | CHDCND Triều Tiên | 6   | 10  | 20  | 36  |
| 7    | Hồng Kông         | 2   | 2   | 9   | 13  |
| 8    | Mông Cổ           | 1   | 1   | 6   | 8   |
| 9    | Guam              | 0   | 0   | 1   | 1   |
| Tổng | Tổng              | 237 | 230 | 254 | 721 |